# Coenosia fumipennis
Coenosia fumipennis este o specie de muște din genul Coenosia, familia Muscidae, descrisă de Lamb în anul 1909. Conform Catalogue of Life specia Coenosia fumipennis nu are subspecii cunoscute.